# Uele
De Uele (ook wel Ouélé) is een 1130 km lange rivier in de Democratische Republiek Kongo (Congo-Kinshasa). De rivier vloeit samen met de Mbomou in Yakoma op de grens met de Centraal-Afrikaanse Republiek en vormt vanaf dat punt de Ubangi, een grote zijrivier van de Kongo. De Uele werd in 1868 ontdekt door de Duitse botanicus en ontdekkingsreiziger Georg August Schweinfurth.

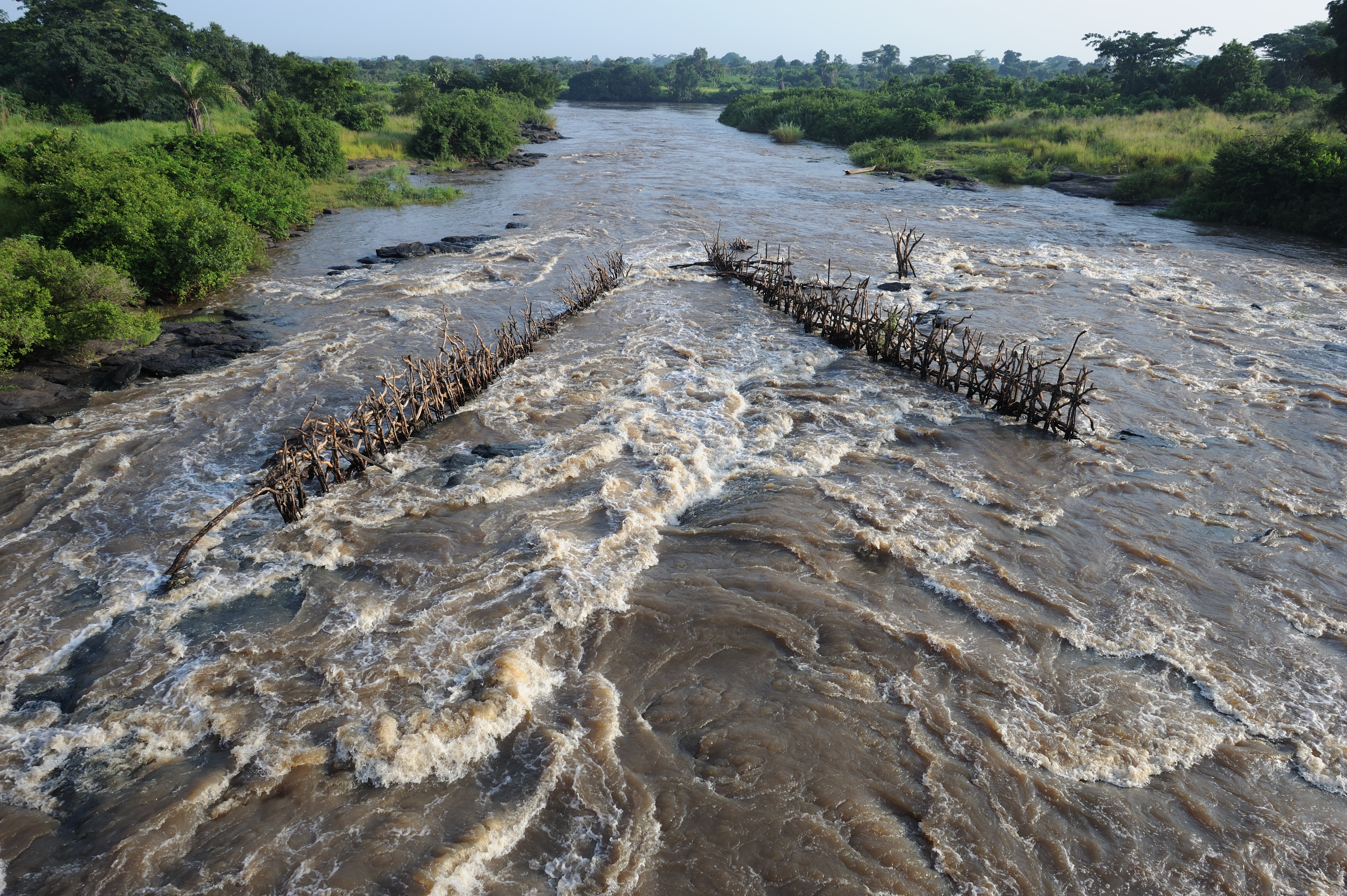
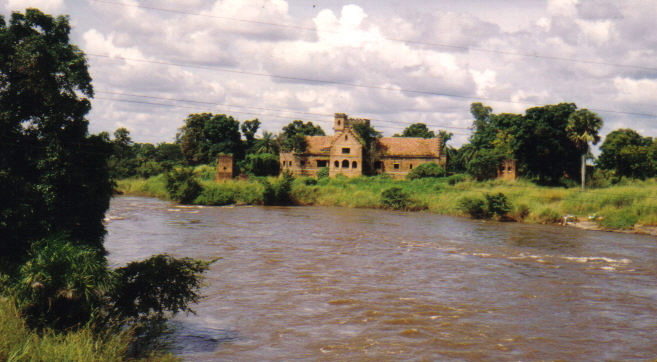
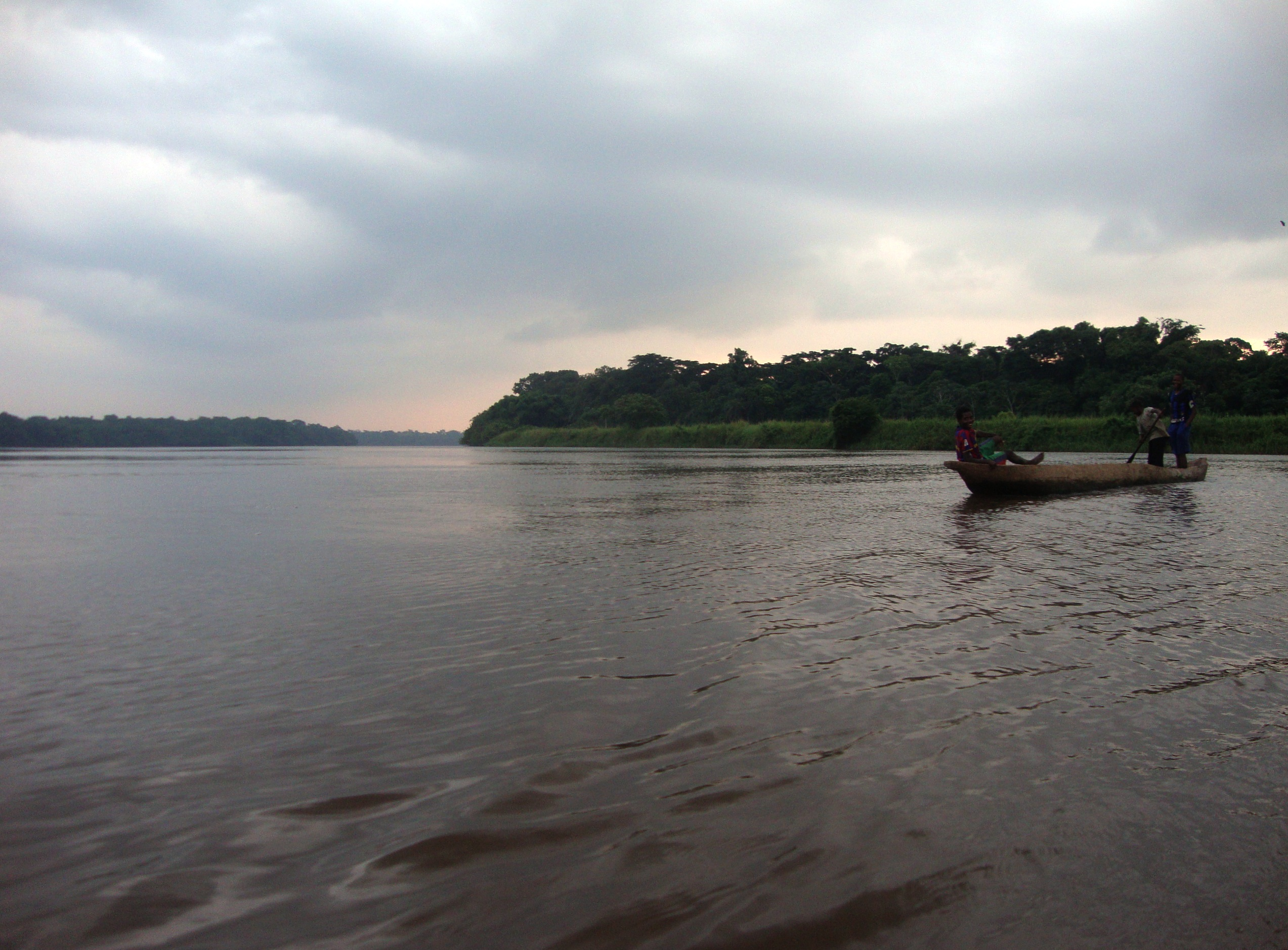

- Gemeinsame Normdatei: 7742429-3
- Nationale Bibliotheek van Israël: 987007552837605171
- Système universitaire de documentation: 027786625
- Virtual International Authority File: 158298713